# Quantenoptik
Die Quantenoptik, historisch auch Quantenelektronik, ist ein Teilgebiet der Physik, das sich mit der Wechselwirkung zwischen Licht und Materie befasst. Licht und elektromagnetische Strahlung generell weisen sowohl die typischen Eigenschaften von Wellen wie auch von Teilchen auf. Die elementaren Teilchen werden Lichtquanten oder Photonen genannt. In Abgrenzung zur klassischen Optik, die geometrische Optik und Wellenoptik umfasst, beschäftigt sich die Quantenoptik mit den Eigenschaften von Licht, die durch dessen Teilchennatur erklärt werden.
Fragestellungen der Quantenoptik berühren die Atomphysik, die Molekülphysik und die Physik strukturierter Festkörper. Anwendungen finden die Modelle und Erkenntnisse der Quantenoptik in der Laserphysik, der Halbleiterphysik, der Photonik und der Quantenchemie.

## Geschichte

Beispielhafte Zahlenwerte zur Illustration der Abhängigkeit des photoelektrischen Effekts von der Energie des eintreffenden Photons. Das Photon links im Bild hat mit 1,77 Elektronenvolt nicht genug Energie um ein Elektron aus dem Metall auszulösen.

Grundlage für das Gebiet der Quantenoptik ist die Erkenntnis, dass Licht quantisiert ist. Das bedeutet, dass es Energie nur in Portionen, sogenannten Quanten (von lat. quantum = „wie viel“), austauschen kann.
Die ersten Beobachtungen, die nicht durch die Wellentheorie des Lichts erklärbar waren, gab es im Jahr 1887 nach der Entdeckung des äußeren Photoelektrischen Effektes. Dabei werden durch ultraviolettes Licht Elektronen aus einem Metall herausgelöst. So beobachtete Wilhelm Hallwachs, dass sich oberhalb einer gewissen Grenzenergie durch Erhöhung der Intensität der Bestrahlung keine weiteren Elektronen herauslösen ließen.
Max Planck stellte 1900 dann das Plancksche Strahlungsgesetz auf. Diesem liegt die Annahme zugrunde, dass Materie aus Oszillatoren besteht, bei denen nur diskrete Energieniveaus zulässig sind. Diese Erkenntnis gilt als Beginn der Quantenphysik. Der Energieaustausch von Materie mit Licht war folglich nur in gewissen Energieportionen {\displaystyle \Delta E} möglich. Max Planck fand dabei den Zusammenhang {\displaystyle \Delta E=h\nu } mit der Frequenz {\displaystyle \nu } des Lichts.
Albert Einstein erklärte 1905 die Beobachtungen beim Photoelektrischen Effekt damit, dass auch das Licht selbst quantisiert sei, wofür er 1921 den Nobelpreis für Physik bekam. Das Wissen über die quantisierte Natur des Lichts bereitete die Grundlage für Erkenntnisse der Atomphysik, wie das Bohrsche Atommodell. Für das Lichtquant schlug Gilbert Newton Lewis 1926 den Namen Photon vor, er schrieb dazu: 

„When the genius of Planck brought him to the first formulation of the quantum theory, a new kind of atomicity was suggested, and thus Einstein was led to the idea of light quanta which has proved so fertile. [...] I therefore take the liberty of proposing for this hypothetical new atom, which is not light but plays an essential part in every process of radiation, the name photon.“

Mit der Idee des Welle-Teilchen-Dualismus, die Louis de Broglie 1924 in seiner Dissertation formulierte wurde klar, dass die quantenmechanischen Gesetzmäßigkeiten aus der Beobachtung von Licht auch für Elektronen und Materie allgemein gelten. Gleichzeitig konnten die mathematischen Formalismen der Quantenmechanik, wie die Schrödinger-, Heisenberg- und Dirac- Darstellungen auch auf Photonen angewendet werden. Die Interferenz von Lichtwellen ließ sich damit quantenmechanisch mit Wahrscheinlichkeitsamplituden beschreiben.

## Experimente
Experimente in der Quantenoptik untersuchen die Wechselwirkung zwischen Licht und Materie.
Als nahezu ideale Lichtquelle für Experimente hat sich hierbei der Laser herausgestellt, da dieser äußerst monochromatisch und kohärent ist.
Besondere Aufmerksamkeit fand die Quantenoptik auch ab den 1990er Jahren in Zusammenhang mit Experimenten über die Quantenphysik und zu Quantencomputern. Dabei haben die Physik-Nobelpreisträger des Jahres 2012, Serge Haroche und David Wineland, die Gültigkeit der quantenmechanischen Grundlagen (Lineare Superponierbarkeit quantenmechanischer Zustände, sowie „Zustandsprojektion“ als Folge von Quantenmessungen) auch bei (zerstörungsfreien!) Messungen an Einzelobjekten nachgewiesen.
Weitere Stichworte, die die große Zahl von Aspekten des Gebietes beleuchten, sind unter anderem:
- Laserkühlung
- Magneto-optische Falle
- Bose-Einstein-Kondensat
- Atom-Interferometer
- Photonenstatistik (Photon Bunching, Photon Antibunching)
- Interferenz eines einzelnen Photons mit sich selbst
- Laserspektroskopie
- Quantencomputer
- Quantenkryptografie
- Schrödingers Katze